# Hrlica
Hrlica – wieś (obec) na Słowacji położona w kraju bańskobystrzyckim, w powiecie Revúca. Pierwsze wzmianki o miejscowości pochodzą z roku 1413.
Według danych z dnia 31 grudnia 2012, wieś zamieszkiwały 84 osoby, w tym 40 kobiet i 44 mężczyzn.
W 2001 roku pod względem narodowości i przynależności etnicznej 97,56% mieszkańców stanowili Słowacy, a 1,22% Czesi.
Ze względu na wyznawaną religię struktura mieszkańców kształtowała się w 2001 roku następująco:
- Katolicy rzymscy – 14,63%
- Grekokatolicy – 2,44%
- Ewangelicy – 71,95%
- Prawosławni – 1,22%
- Ateiści – 8,54%
- Nie podano – 1,22%